# ديفيد غريفيثز
ديفيد غريفيثز (10 نوفمبر 1985 في المملكة المتحدة - ) (بالإنجليزية: David Griffiths)‏ هو لاعب كريكت بريطاني. لعب مع نادي مقاطعة هامبشاير للكريكت ‏ وKent County Cricket Club ‏.

## وصلات خارجية
- ديفيد غريفيثز على موقع إي آس بي آن كريك إنفو (الإنجليزية)